# 643
Cette page concerne l'année 643  du calendrier julien. Pour l'année 643 av. J.-C., voir 643 av. J.-C. Pour le nombre 643, voir 643 (nombre).
L'année 643 est une année commune qui commence un mercredi.

## Événements
- Février-mars : prise de Tripoli de Libye après un mois de siège par le gouverneur (wali) d’Égypte Amr ibn al-As (avant mai-juin 644). Le calife Umar lui refuse la conquête du Maghreb et Amr retourne en Égypte[1]. Les Arabes contrôlent la Cyrénaïque et la Tripolitaine.
- 10 août : revers d'une colonne arabe lors d'un raid en Arménie[2].
- 22 novembre : édit de Rothari. Le roi lombard Rothari publie à Pavie un édit codifiant en latin le droit des Lombards[3].

- L'empereur Tang de Chine Taizong envoie une ambassade à l’empereur Harsha en Inde du Nord[4].